# (1445) Konkolya
(1445) Konkolya – planetoida z pasa głównego asteroid okrążająca Słońce w ciągu 5 lat i 191 dni w średniej odległości 3,12 au. Została odkryta 6 stycznia 1938 roku w Obserwatorium Svábhegyi w Budapeszcie przez György Kulina. Nazwa planetoidy pochodzi od Miklósa Konkoly-Thege, założyciela Obserwatorium Ó-Gyalla, obecnie w Hurbanovie na Słowacji. Przed nadaniem nazwy planetoida nosiła oznaczenie tymczasowe (1445) 1938 AF.